# Rutherford Falls - Amici per la vita
Rutherford Falls - Amici per la vita (Rutherford Falls) è una serie televisiva statunitense ideata da Ed Helms, Michael Schur e Sierra Teller Ornelas e distribuita sulla piattaforma di streaming Peacock TV dal 22 aprile 2021 al 16 giugno 2022.
Trasmessa per due stagioni, la serie è stata cancellata dopo solo qualche mese nonostante il buon successo riscontrato.

## Trama
La serie segue le vicende di due amici di lunga data, Nathan Rutherford (Ed Helms) e Reagan Wells (Jana Schmieding), che vivono nell'immaginaria cittadina di Rutherford Falls. Un giorno, dopo che il sindaco decide di far spostare la statua principale di Lawrence Rutherford, antenato di Nathan e fondatore della città, poiché costantemente vandalizzata da svariati automobilisti del posto, Nathan inizia a mettere in atto un'operazione in modo da mantenere integra la memoria del suo antenato e rimettere la statua al proprio posto. Reagan deve destreggiarsi tra la lealtà verso il suo amico e il suo popolo, l'immaginaria nazione Minishonka, al fine di sviluppare un centro culturale per far conoscere la loro storia, nella quale l'antenato di Rutherford ha giocato un ruolo fondamentale negli attacchi contro il suo popolo in era coloniale.

## Episodi
| Stagione         | Episodi | Pubblicazione USA | Pubblicazione Italia |
| ---------------- | ------- | ----------------- | -------------------- |
| Prima stagione   | 10      | 2021              | 2022                 |
| Seconda stagione | 8       | 2022              | 2022                 |

## Personaggi e interpreti
- Nathan Rutherford (stagioni 1-2), interpretato da Ed Helms, doppiato da Alessandro Quarta.
Gestore del museo del patrimonio della città di Rutherford Falls e discendente del fondatore di essa.
- Reagan Wells (stagioni 1-2), interpretata da Jana Schmieding, doppiata da Ilaria Giorgino.
Migliore amica di Nathan proveniente dalla tribù Minishonka.
- Terry Thomas (stagioni 1-2), interpretato da Michael Greyeyes, doppiato da Andrea Lavagnino.
Amministratore delegato del casinò Minishonka.
- Bobbie Yang (stagioni 1-2), interpretato da Jesse Leigh, doppiato da Jacopo Bonanni.
Ambizioso studente liceale e assistente personale di Nathan.
- Josh Carter (stagioni 1-2), interpretato da Dustin Milligan, doppiato da Manuel Meli.
Giornalista per la National Public Radio.

## Produzione

### Sviluppo
L'idea iniziale è venuta fuori da una serie di discussioni tra Ed Helms e Michael Schur (che avevano già lavorato insieme in The Office) e, una volta deciso il tema principale della serie, hanno chiesto a Sierra Teller Ornelas di essere coinvolto e di servire come showrunner. Schur aveva già lavorato con lei in Brooklyn Nine-Nine.
Dopo i ritardi dovuti alla pandemia di COVID-19, la serie ha annunciato nell'agosto 2020 l'intenzione di iniziare le riprese a Los Angeles all'inizio di settembre. Il 16 marzo 2021 venne rilasciato il trailer della prima stagione, che venne pubblicata il 22 aprile. L'8 luglio 2021 la serie fu rinnovata per una seconda stagione, che venne pubblicata il 16 giugno 2022.
Il 2 settembre 2022 Peacock TV ha annunciato che la serie non sarebbe stata rinnovata per una terza stagione, venendo di fatto cancellata dopo sole due.

## Accoglienza
La serie fu accolta molto positivamente dalla critica. Il sito di recensioni Rotten Tomatoes gli diede un punteggio del 96% sulla base di 44 recensioni totali e un punteggio di 7,20 su 10. Il consenso generale del sito recita: "Anche se ci vogliono alcuni episodi per trovare la sua base, un insieme accattivante, una scrittura spiritosa e la volontà di impegnarsi con questioni complesse che affrontano le popolazioni indigene nell'America moderna fanno di Rutherford Falls un luogo che vale la pena visitare". Il sito di recensioni Metacritic ha invece assegnato alla serie un punteggio di 66 su 100 basato su 17 recensioni.